# 잭슨 페이스
잭슨 페이스(Jackson Pace, 1999년 2월 19일 ~ )는 미국의 배우, 영화배우, 텔레비전 배우이다.
보카러톤에서 태어났다.

## 방송
- 홈랜드 시즌4
- 홈랜드 시즌3
- 홈랜드 시즌2
- 홈랜드 시즌1

## 영화
- 홈랜드 시즌4 (2014년)
- 지미 (2013년) - 맥스 역
- 홈랜드 시즌3 (2013년)
- 홈랜드 시즌2 (2012년)
- 어 워크 인 마이 슈즈 (2010년)
- 두번째 사랑 (2007년) - 애덤 역